# Bis(2-methoxyethoxy)hydridohlinitan sodný
Bis(2-methoxyethoxy)hydridohlinitan sodný je hydridové redukční činidlo, používané v organické syntéze, se vzorcem NaAlH2(OCH2CH2OCH3)2. Molekula se skládá z tetraedrického hlinitého centra, na které jsou navázány dvě hydridové skupiny a dvě skupiny alkoxidové, odvozené od 2-methoxyethanolu. Komerčně prodávané roztoky jsou bezbarvé až nažloutlé viskózní kapaliny. Za nízkých teplot (pod −60 °C) se roztok mění na sklovitou pevnou látku bez ostrého bodu tání.
Bis(2-methoxyethoxy)hydridohlinitan sodný je všestranným hydridovým redukčním činidlem. Snadno přeměňuje epoxidy, aldehydy, ketony, karboxylové kyseliny, estery, acylhalogenidy a anhydridy karboxylových kyselin na příslušné alkoholy. Dusíkaté deriváty, jako jsou karboxamidy, nitrily, iminy, i většina ostatních organodusíkatých sloučenin, se redukuje na aminy. Nitroareny lze v závislosti na reakčních podmínkách přeměnit na azoxyareny, azoareny, nebo hydroazoareny.
Níže jsou zobrazeny některé běžné redukce funkčních skupin bis(2-methoxyethoxy)hydridohlinitanem sodným:

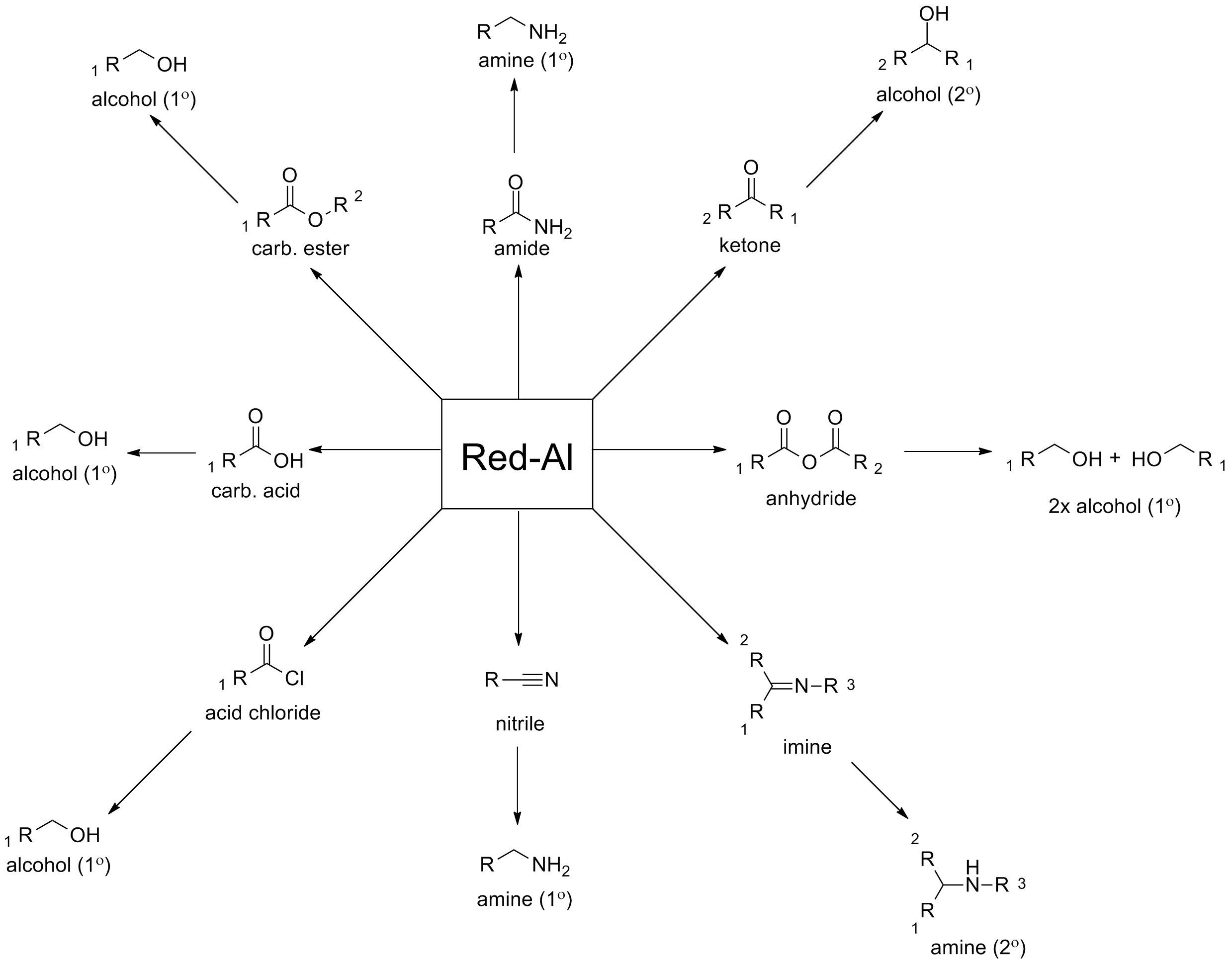

## Srovnání s hydridem lithnohlinitým
Jako reaktant je srovnatelný s hydridem lithnohlinitým.
Jedná se o bezpečnější alternativu LiAlH4 a jiných podobných hydridů. Bis(2-methoxyethoxy)hydridohlinitan sodný má podobné redukční účinky, ale není pyroforický a také se lépe rozpouští. Na vzduchu a při vystavení vlhkosti reaguje exotermicky, ale nevzněcuje se, a lze jej použít i při teplotách okolo 200 °C. V suchém prostředí má neomezenou použitelnost. Rozpouští se v aromatických rozpouštědlech, zatímco LiAlH4 je rozpustný pouze v etherech; dostupné jsou například jeho více než 70% roztoky v toluenu. Lze jej pozměnit za účelem lepšího provedení určitých redukcí.
Bis(2-methoxyethoxy)hydridohlinitan sodný rozpuštěný v toluenu se používá k redukcím alifatických p-toluensulfonamidů (TsNR2) na odpovídající aminy, jde o jedno z mála činidel, se kterými je možné takové reakce uskutečnit za běžných podmínek. LiAlH4 vstupuje do těchto redukcí pouze za tvrdých podmínek.